# オッターロック (オレゴン州)

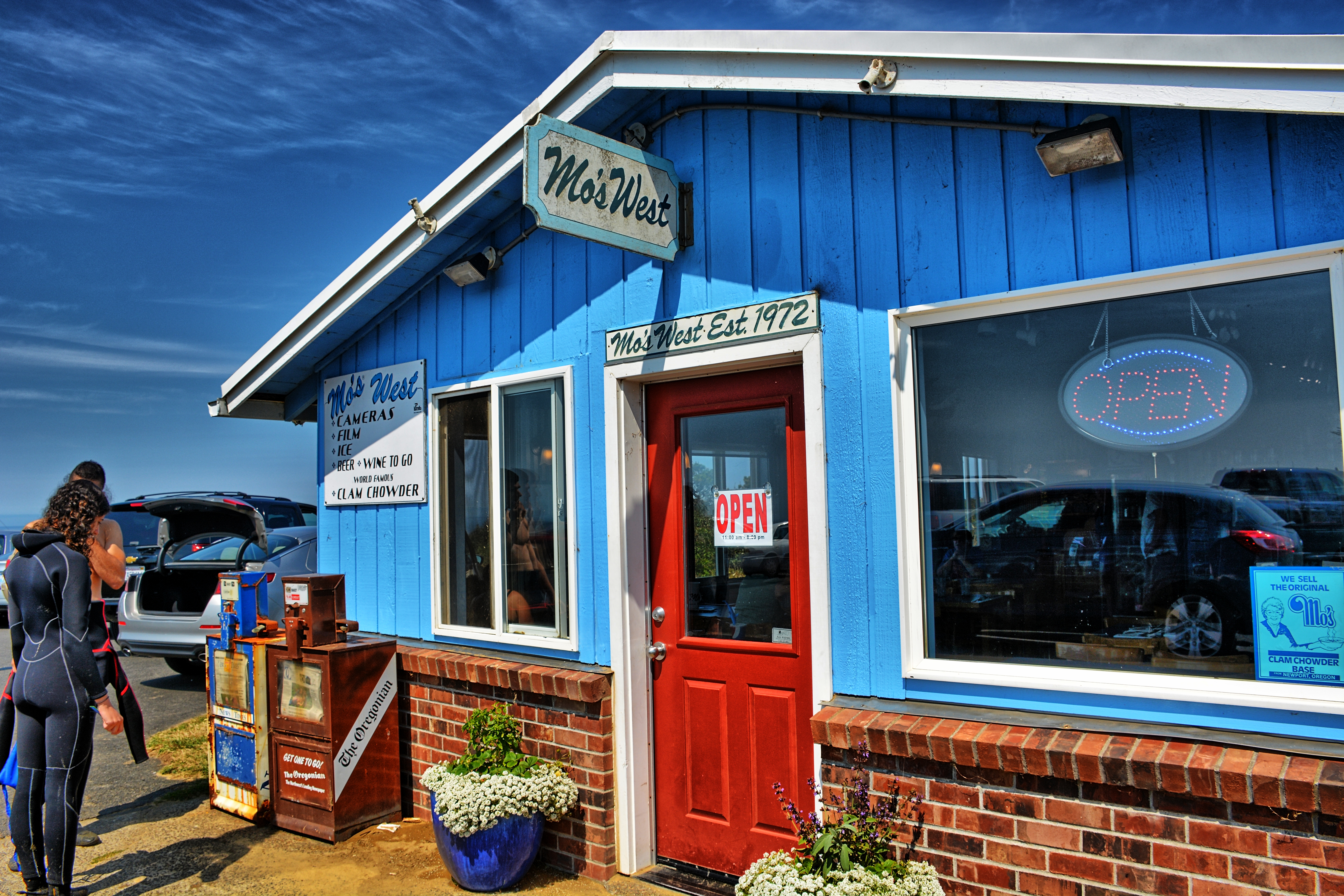

オッターロック（英: Otter Rock）は、アメリカ合衆国オレゴン州リンカーン郡にある非法人共同体。オレゴン海岸沿いにあり、国道101号線が地域内を通る。
オッターロック郵便局が設置されたのは1913年のことだった。局名は0.5マイルほど沖合の、ヤキナ岬から3.25マイル北方にある岩の名前から取られた。この岩の周りでは、かつてラッコ（英: Sea otter）が棲息していた。
地域内には、デビルズ・パンチ・ボウル州立自然地域がある。